# Asterina pulchella
Asterina pulchella är en svampart som beskrevs av Petr. 1929. Asterina pulchella ingår i släktet Asterina och familjen Asterinaceae.   Inga underarter finns listade i Catalogue of Life.